# Boninastrea
Boninastrea is een geslacht van neteldieren uit de klasse van de Anthozoa (bloemdieren).

## Soort
- Boninastrea boninensis Yabe & Sugiyama, 1935